# Revista Argentina de Antropología Biológica

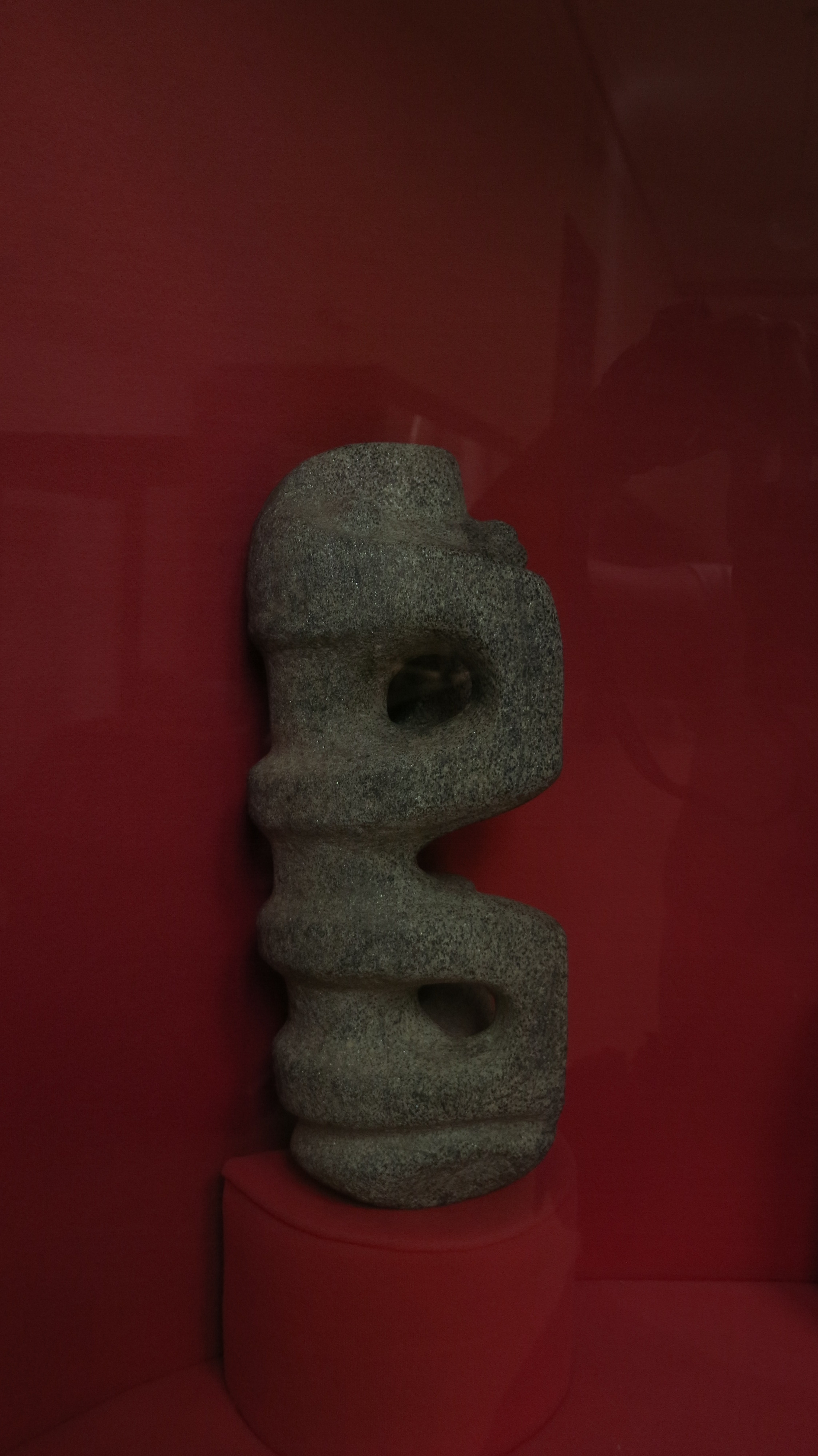
La imagen del Suplicante ilustra la tapa de la Revista Argentina de Antropología Biológica

La Revista Argentina de Antropología Biológica, conocida comúnmente como RAAB, es una publicación semestral editada desde 1996 por la Asociación de Antropología Biológica Argentina (AABA) para difundir la investigación en Ciencias Antropológicas, en particular en Antropología Biológica de la Argentina y de otros países del Cono Sur.
Los artículos publicados son de libre acceso bajo una licencia Creative Commons (CC BY-NC-SA 4.0).El acceso es abierto, de tipo diamante.

## Tipos de trabajos
Esta revista publica diferentes tipos de secciones, sobre antropología biológica y disciplinas afines.Asimismo, edita obituarios de autores pertenecientes a la Asociación de Antropología Biológica Argentina, como por ejemplo el de Evelia Edith Oyhenart, Héctor Mario Pucciarelli o Francisco Raúl Carnese.

## Historia
La RAAB ha sido editada de manera ininterrumpida desde el año 1996, con una periodicidad cambiante, llegando a ser semestral desde el año 2014. Si bien desde sus inicios la revista se publicaba en formato papel, desde el 2015 se interrumpió  su publicación impresa, pasando a ser totalmente on-line. Hasta la actualidad se editaron 26 volúmenes. La revista surgió como producto de la inquietud de los profesionales de la Antropología Biológica de Argentina por registrar y transmitir los conocimientos generados en las nuevas líneas de investigación locales basadas en el concepto de población como unidad de estudio de la diversidad humana. En ese mismo contexto, se creó en 1993 la Asociación de Antropología Biológica Argentina, organismo que edita la RAAB desde sus inicios. Hasta abril del 2014 la revista estuvo codirigida por el Dr. Héctor Pucciarelli y el Dr. Francisco Raúl Carnese. Ese año comenzaba la dirección a cargo de Graciela Bailliet y Marina L. Sardi, luego de que los directores salientes, en conjunto con todo el equipo editorial, lograran una serie de cambios en línea con las tendencias a internacionalización de la circulación de las publicaciones científicas. Estos cambios estuvieron orientados a la visibilización del trabajo científico disciplinar de Argentina y Latinoamérica, mediante el ingreso de la revista a portales electrónicos como Scientific Electronic Library Online (SciELO). 

### Primer número de la RAAB
El primer número contó con veinte artículos sobre temas de actualidad de aquella década: estudios en poblaciones rurales y/o de pueblos originarios como tendencia secular de la talla adulta, crecimiento en escolares, consanguinidad y aislamiento, demografía genética, distancias genéticas, análisis histórico–demográfico, comportamientos reproductivos y perfil infectológico. Se incluyeron dos estudios experimentales sobre el efecto nutricional en el crecimiento craneofacial y la influencia de la malnutrición intrauterina tardía sobre el crecimiento corporal, trabajos sobre restos humanos o de homínidos como líneas de crecimiento en el esmalte dentario, un estudio bioarqueológico integral sobre la población prehispánica de Las Pirguas (Salta, Argentina), componentes de la variación intramuestral en la población prehistórica de San Pedro De Atacama, Chile, análisis de la estructura de la población prehistórica del Valle de Azapa en el norte de Chile.También contó con un trabajo sobre el uso de dermatoglifos en la discriminación interpoblacional, uno sobre la incidencia de la enfermedad de caries y, finalmente, dos estudios vinculados a la enseñanza de la disciplina, uno respecto al papel del método experimental en la formación del antropólogo y el otro una propuesta pedagógica.

## Indexación
La RAAB está indizada en SeDiCi, UNLP, Redalyc, LATINDEX (Folio N° 7579, versión papel; Folio N° 20444, versión on-line), HOLLIS Catalog, Harvard University (012566584), CiteFactor, SciELO Argentina, REDIB, ERIHPLUS, Núcleo Básico de Revistas Científicas Argentinas (Resolución n.º 1855/13 CONICET), CrossRef, Directory of Open Access Journals (DOAJ), EBSCO, Scopus, Scimago, y Redalyc.